# Атеренска река
Вижте пояснителната страница за други значения на Армира.
Атеренска река (или Армира) е река в Южна България, област Хасково, община Ивайловград и Североизточна Гърция, област Източна Македония и Тракия, дем Орестиада, десен приток на Арда. Дължината ѝ е около 35 km, от които на българска територия – 20 km. Отводнява най-източните разклонения на рида Сърта в Източните Родопи.
Атеренска река извира на 569 m н.в. от извор-чешма в бившия стопански двор на село Черни рид, община Ивайловград, в рида Сърта на Източните Родопи. Тече в източна посока в тясна и плитка долина. След пресичането на шосето Ивайловград – Мандрица долината ѝ се разширява, източно от село Драбишна напуска пределите на България и навлиза в Гърция. Югоизточно от гръцкото село Зони завива на север и на 800 m североизточно от село Кипринос се влива отдясно в река Арда на 53 m н.в.
Реката има тесен и в горното течение силно залесен водосборен басейн, като площта му на българска територия е 59 km2.
Атеренска река е с основно дъждовно подхранване, като максимумът е през януари, а минимумът – септември.
По течението на реката са разположени 5 населени места, от които 3 в България, община Ивайловград – Черни рид, Кобилино и Драбишна и 2 в Гърция, дем Орестиада – Зони и Кипринос.
На българска и особено на гръцка територия водите на реката се използват за напояване.

## Топографска карта
- Лист от карта K-35-88. Мащаб: 1 : 100 000.
- Лист от карта K-35-89. Мащаб: 1 : 100 000.